# 대칭행렬
선형대수학에서 대칭 행렬(對稱行列, 영어: symmetric matrix)은 전치 행렬이 스스로와 같은 행렬이다.

## 정의
행렬 {\displaystyle A}가 다음 조건을 만족시키면, 대칭 행렬이라고 한다.
{\displaystyle A=A^{\operatorname {T} }}
즉,
{\displaystyle A_{ij}=A_{ji}}

## 성질
유한 차원 벡터 공간의 대칭 쌍선형 형식은 대칭 행렬의 개념과 일치한다.

### 연산에 대한 닫힘
대칭 행렬은 덧셈과 스칼라 곱셈과 곱셈에 대하여 닫혀있다.

### 실수 대칭 행렬
스펙트럼 정리에 따르면, 실수 대칭 행렬은 직교 대각화 가능 행렬이며, 반대로 모든 실수 직교 대각화 가능 행렬은 대칭 행렬이다.
실수 대칭 행렬은 에르미트 행렬이므로, 고윳값은 모두 실수이며, 서로 다른 고윳값에 대응하는 고유 벡터들은 서로 직교한다.:452–453

### 반대칭 행렬과의 관계
체 {\displaystyle K} 위의 {\displaystyle n\times n} 대칭 행렬의 집합은, 전체 행렬 대수의 {\displaystyle n(n+1)/2}차원 부분 대수를 이룬다. 또한, 만약 {\displaystyle K}의 표수가 2가 아닐 경우, 전체 행렬 대수는 대칭 행렬과 반대칭 행렬의 벡터 공간의 직합이다. 즉, 다음이 성립한다.
{\displaystyle \operatorname {Mat} (n;K)=\{A\in \operatorname {Mat} (n;K)\colon A=A^{\operatorname {T} }\}\oplus \{A\in \operatorname {Mat} (n;K)\colon A=-A^{\operatorname {T} }\}\qquad (\operatorname {char} F\neq 2)}
구체적으로, 임의의 행렬 {\displaystyle A}는 다음과 같은 대칭 행렬과 반대칭 행렬의 합으로 나타낼 수 있으며, 이러한 표현 방법은 유일하다.
{\displaystyle A={\frac {1}{2}}(A+A^{\operatorname {T} })+{\frac {1}{2}}(A-A^{\operatorname {T} })}

## 예
예를 들어, 행렬
{\displaystyle {\begin{pmatrix}1&2&4\\2&3&5\\4&5&6\end{pmatrix}}}
은 대칭 행렬이다.

## 같이 보기
- 파스칼 행렬